# 井村健輔
井村 健輔（いむら けんすけ、1935年3月2日 - ）は、日本の実業家。元不二越会長・社長。長崎県出身。

## 経歴・業績
1935年（昭和10年）生まれ。長崎県立長崎東高等学校を経て、1957年に長崎大学経済学部を卒業し、同年不二越入社。取締役、常務取締役、代表取締役専務などを経て、1998年2月社長に就任した。事業部門の再編や同業他社との業務提携を進めたほか、不二越の創業70年を記念してコーポレートマークの改定を行なった。また、第二次世界大戦中に強制労働を強いられたとして元女子勤労挺身隊員の3名が雇用企業である不二越に損害賠償と謝罪を求めていた「不二越訴訟」について、第一審・第二審ともに不二越側の全面勝訴であったにもかかわらず、2000年7月に最高裁での和解に踏み切った。このことについて井村は謝罪する意向も罪悪感も無いとしながらも、世紀が改まるにあたって不毛な争いが続くことを避けたと説明している。このほか、日本ベアリング工業会会長、日本ロボット工業会会長（2006年 - 2008年）をはじめとした業界団体のトップや、富山県経営者協会会長、富山県機電工業会会長（2005年 - 2009年）など地元財界団体の要職を歴任した。2009年2月に不二越会長兼CEOとなるが、同年12月、健康上の理由により同職を退任した。

## 人物
- 不二越創業者の井村荒喜は親類である[8]。
- 後継社長に創業家一族出身ではない本間博夫を指名した。

## 略歴
- 1957年03月 - 長崎大学経済学部卒業
- 1957年04月 - 不二越入社
- 1989年02月 - 同社取締役経営企画部長
- 1993年02月 - 同社常務取締役
- 1997年02月 - 同社代表取締役専務
- 1998年02月 - 同社代表取締役社長
- 2009年02月 - 同社代表取締役会長兼CEO
- 2009年12月 - 同退任